# Roquefort, Landes
Roquefort är en kommun i departementet Landes i regionen Nouvelle-Aquitaine i sydvästra Frankrike. Kommunen ligger i kantonen Roquefort som tillhör arrondissementet Mont-de-Marsan. År 2022 hade Roquefort 1 987 invånare.

## Befolkningsutveckling
Antalet invånare i kommunen Roquefort
Referens:INSEE